# شين كيلي
شين كيلي (بالإنجليزية: Shane Kelly) مواليد 7 يناير 1972 في فيكتوريا، أستراليا، هو دراج أسترالي سابق في صنف سباق الدراجات على المضمار. سبق أن شارك في دورة الألعاب الأولمبية الصيفية وفاز بميدالية أولمبية.

## الميداليات
| الميدالية | المسابقة                       |
| --------- | ------------------------------ |
| فضية      | الألعاب الأولمبية الصيفية 1992 |
| برونزية   | الألعاب الأولمبية الصيفية 2000 |
| برونزية   | الألعاب الأولمبية الصيفية 2004 |

## وصلات خارجية
- الموقع الرسمي

## روابط خارجية
- شين كيلي على موقع الاتحاد الدولي للدراجات (الإنجليزية)
- شين كيلي على موقع أرشيف الدراجات (الإنجليزية)
- شين كيلي على موقع CycleBase (الإنجليزية)
- شين كيلي على موقع أوليمبيديا (الإنجليزية)
- شين كيلي على موقع اللجنة الأولمبية الأسترالية (الإنجليزية)
- شين كيلي على موقع اتحاد ألعاب الكومنولث (مؤرشف) (الإنجليزية)
- شين كيلي على موقع دورة ألعاب الكومنولث 2006 (مؤرشف) (الإنجليزية)